# 竜洋町
竜洋町（りゅうようちょう）は、かつて静岡県の遠州中部にあった町。旧磐田郡。
2005年（平成17年）4月1日、（旧）磐田市、福田町、豊田町、豊岡村と合併して（新）磐田市となった。

## 沿革
- 1889年（明治22年）4月1日 - 長上郡掛塚村、豊田郡袖浦村、十束村が発足。
- 1896年（明治29年）
  - 4月1日 - 長上郡・豊田郡が磐田郡へ編入。
  - 6月29日 - 掛塚村が町制施行して掛塚町が発足。
- 1955年（昭和30年）
  - 4月1日 - 掛塚町・袖浦村・十束村の1町2村が新設合併し竜洋町発足。
  - 4月15日 - 旧十束村の仁兵衛新田・上本郷・赤池・下本郷が豊田村へ分離。
- 2005年（平成17年）4月1日- （旧）磐田市などと新設合併して（新）磐田市が発足。

## 地理
静岡県の遠州中部に位置していた。
- 遠州灘
- 天竜川
- 中北川

### 隣接自治体
- 浜松市、磐田市、豊田町

## 教育

### 保育園
- めいわ竜洋保育園
- 竜洋町立東保育園

### 幼稚園
- 竜洋町立竜洋幼稚園

### 小学校
- 竜洋町立竜洋西小学校
- 竜洋町立竜洋北小学校
- 竜洋町立竜洋東小学校

### 中学校
- 竜洋町立竜洋中学校

## 交通

### 路線バス
- 遠州鉄道（遠鉄バス）

### 道路
一般国道
国道150号
磐南バイパス
掛塚バイパス
一般県道
静岡県道259号磐田竜洋線
静岡県道262号豊田竜洋線
静岡県道316号舞阪竜洋線
静岡県道343号上野部豊田竜洋線
静岡県道376号浜松御前崎自転車道線

## 名所・旧跡・観光スポット
- しおさい風力発電所 竜洋- 高さはブレードを含めて100m。
- 竜洋海洋オートキャンプ場
- 竜洋昆虫自然観察公園
- 磐田市立竜洋郷土資料館

## 祭事・催事
- 掛塚貴船神社祭礼 - 山車祭り・囃子祭り。
- ドラゴンサミット